# سیارک ۳۲۴
سیارک ۳۲۴ (به انگلیسی: 324 Bamberga) سیصد و بیست و چهارمین سیارک کشف شده‌است که در ۲۵ فوریه ۱۸۹۲ و در وین کشف شد.
قدر مطلق سیارک برابر ۶٫۸۲ است.